# Kent
Kent je grofija v jugovzhodni Angliji in ena od grofij, ki obkrožajo London. Na severozahodu meji na London, na zahodu na Surrey in na jugozahodu na Vzhodni Sussex. Mejo deli tudi z Essexom prek Dartford Crossinga in s francoskim departmajem Pas-de-Calais skozi predor pod Rokavskim prelivom. Glavno mesto je Maidstone.
Canterburyjska stolnica v Kentu je bila sedež canterburyjskega nadškofa, vodje anglikanske cerkve, od spreobrnitve Anglije v krščanstvo s svetim Avguštinom v 6. stoletju. Med Londonom in Dovrsko ožino, ki ga ločuje od celinske Evrope, je Kent doživel diplomacijo in spore, od mirovnih pogovorov v gradu Leeds leta 1978 in 2004 do bitke za Britanijo v drugi svetovni vojni.
Anglija je uporabljala grofijska pristanišča za vojaške ladje v večjem delu svoje zgodovine; pet pristanišč v 12.–14. stoletju, ladjedelnica Chatham v 16.–20. stoletju so bili še posebej pomembni. Francijo je mogoče jasno videti v lepem vremenu iz  Folkestona in Belih klifov v Dovru. Vzdolž grofije se raztezata gričevji North Downs in Greensand Ridge z vrsto dolin. Na jugu je 26 imenitnih gradov grofije.
Zaradi svojih številnih rastlinjakov, sadovnjakov in nasadov hmelja je Kent znan kot vrt Anglije ("The Garden of England").  Na tekmovanju o urejenosti vrtov leta 2006, ki ga je organiziral televizijski kanal Združenega kraljestva, je Kent pristal na petem mestu za Severnim Yorkshirom, Devonom, Derbyshirom in Gloucestershirom. 
Kentsko gospodarstvo je zelo raznovrstno. Prevozništvo, logistika in turizem so zelo razviti; na severozahodnem delu Kenta imajo industrijo gradbenega materiala, tisk in znanstvene raziskave. Premogovništvo je imelo zelo pomembno. Iz velikega dela Kenta se ljudje dnevno vozijo v London, zato močne prometne povezave do glavnega mesta in bližnje celine Kentu prinašajo velik prihodek. 28 odstotkov grofije je del dveh območij izjemne naravne lepote (Area of Outstanding Natural Beauty, AONB): North Downs in  High Weald.

## Zgodovina
To območje je bilo naseljeno od paleolitika dalje, saj o tem pričajo najdbe iz kamnolomov pri Swanscombu. Medwayski megaliti so bili zgrajeni v neolitiku. Bogata so nahajališča iz bronaste in železne dobe ter obdobja Rimljanov, kot so  zlata skodelica iz Ringlemerja in rimske vile v dolini Darent. 
Sodobno ime za Kent izhaja iz britske besede cantus in pomeni "rob" ali "meja", nanaša se na vzhodni del sedanjega območja grofije kot obmejni pas ali obalno območje. Julij Cezar je leta 51 pr. n. št. opisal območje kot Cantium ali dežela Kantov.  Na skrajnem zahodu sodobne grofije je bilo v Rimski Britaniji železnodobno pleme, znano kot Regnensi.
Vzhodni Kent je v 5. stoletju postal kraljestvo Jutov  in je bil znan kot Cantia od okoli leta 730 in se je zapisalo kot Cent leta 835. Zgodnjesrednjeveški prebivalci grofije so bili znani kot Cantwari ali prebivalci Kenta. To ljudstvo je imelo mesto Canterbury za svoje glavno mesto. 
Leta 597 je papež Gregor I. imenoval verskega misijonarja (ki je po smrti postal sveti Avguštin Canterburyjski) kot prvega nadškofa Canterburyja. Prej je Avguštin uspešno spreobrnil poganskega kentskega kralja Ethelberta v krščanstvo. Škofija Canterbury je postala prva britanska škofija s prvo stolnico in je od takrat ostala središče angleškega krščanstva.  Druga imenovana angleška stolnica v Kentu je bila Rochestrska stolnica.
V 11. stoletju je ljudstvo Kenta sprejelo moto invicta, kar pomeni "nepremagljiv". To je sledilo vdoru Viljema Osvajalca v Britanijo. Odpor kentskega ljudstva proti Normanom je privedel do določitve, da je Kent leta 1067 postal na pol neodvisna palatinska grofija. Pod nominalno upravo Viljemovega polbrata  Oda je imela grofija podobna pooblastila območja, ki so mejila na Wales in Škotsko.  Kent je  razdeljen na vzhodni in zahodni Kent ter še na manjše upravne enote (lathe in hundred).
V srednjeveškem in novoveškem obdobju je Kent igral pomembno vlogo v več angleških najbolj opaznih uporih, tudi kmečkem uporu leta 1381, ki ga je vodil Wat Tyler, uporu leta 1450, ki ga je vodil Jack Cade, in Wyattovem uporu leta 1554 proti kraljici Mariji I.
Kraljeva mornarica je bila prvič uporabljena na reki Medway leta 1547. Pod vladavino Elizabete I. (1558–1603) so v Chathamu nastale majhne ladjedelnice. Do leta 1618 so bila dolvodno od Chathama zgrajeni skladišča, vrvarne, suhi doki in hiše za uradnike. 
V 17. stoletju so napetosti med Britanijo in močnima Nizozemsko in Francijo v grofiji povzročile povečanje vojaštva. Po napadu na Medway, uspešnem napadu nizozemske mornarice na ladjedelnice v mestih ob reki Medway leta 1667, so bile vzdolž obale zgrajene utrdbe. 
V 18. stoletju je izbruhnila vojna s Francijo, v kateri je Medway postal glavno oporišče za floto, ki je delovala vzdolž nizozemske in francoske obale. Ko se je delovanje preselilo na Atlantik, sta to vlogo prevzela Portsmouth in Plymouth s Chathamom za ladjedelništvo in popravilo ladij. Kot navedbo vojaškega pomena območja je Ordnance Survey (organizacija, ki je izdajala zemljevide) izdelala natančen zemljevid Kenta in ga objavila leta 1801.  Več gregorijanskih pomorskih objektov še vedno stoji.
V začetku 19. stoletja so bili ob kentski obali zelo dejavni tihotapci. Tolpe, kot je bila Aldington Gang, so prinašale žgane pijače, tobak in sol, prevažale blago, kot je volna, čez morje v Francijo.
Leta 1889 je bila ustanovljena grofija London in prevzela odgovornost za lokalno upravo delov severozahodnega Kenta (mesta Deptford, Greenwich, Woolwich, Lee, Eltham, Charlton, Kidbrooke in Lewisham). Leta 1900 je bilo pripojeno območje Penge. Nekaj Kenta je mejilo na širjenje Velikega Londona, predvsem deli Dartforda.
Med drugo svetovno vojno se je velika bitka za Britanijo odvijala na nebu nad grofijo. Med junijem 1944 in marcem 1945 je bilo odvrženih več kot 10.000 letečih bomb V1 proti Londonu iz 
oporišč v severni Franciji. Čeprav so mnoga letala uničili, je bilo na London in Kent odvrženih okoli 2500 bomb.
Po vojni so se meje Kenta še večkrat spremenile (1965, 1998). Leta 1998 je mesto Rochester izgubilo svoj uradni status mesta.  Leta 2016 so se začela posvetovanja med petimi lokalnimi oblastmi (Canterbury, Thanet, Dover, Shepway in Ashford), da bi oblikovale nov enoten organ za Vzhodni Kent brez pokroviteljstva grofijskega kentskega sveta.
Že skoraj devet stoletij je majhen del današnjega Vzhodnega Londona (North Woolwich, območje London E16) del Kenta. Najverjetnejši razlog za to je, da ga je leta 1086 Hamon, skrbnik in šerif Kenta, ki je imel v lasti dvorec, morda nezakonito priključil Kentu. Od leta 1965, ko je bilo ustanovljeno okrožje London Newham, to ni več del grofije.

## Podnebje
Kent je med najtoplejšimi deli Britanije. 10. avgusta 2003 so v zaselku Brogdale v bližini Favershama izmerili temperaturo 38,5 °C, najvišjo v zgodovini meritev, ki je bila uradno zaznana v Združenem kraljestvu. 

## Geografija
Kent leži na jugovzhodnem vogalu Anglije. Meji na reko Temzo in Severno morje na severu in Dovrsko ožino ter Rokavski preliv na jugu. Francija je oddaljena 34 km. 
Glavne geografske značilnosti grofije določa vrsta grebenov in dolin v smeri vzhod–zahod. So posledica erozije wealdskega pokrova, ki sega čez Kent in Sussex in ga je ustvarila alpidska orogeneza pred 10 do 20 milijoni let. Ta pokrov sestoji iz zgornje plasti krede nad zaporednimi sloji različnih peščenjakov in gline. Grebeni in doline so nastali, ko je izpostavljena glina erodirala hitreje kot kreda ali peščenjak.
Sevenoaks, Maidstone, Ashford in Folkestone so zgrajeni na zelenem peščenjaku, Tonbridge in Tunbridge Wells pa na  peščenjaku. Dartford, Gravesend, medwayska mesta, Sittingbourne, Faversham, Canterbury, Deal in Dover so zgrajeni na kredi.  Vzhodni del wealdskega pokrova je znižan proti morju in pečine, kot so Beli klifi pri Dovru, so nastale, ko se je greben krede, znan kot North Downs, srečal z obalo. Klifi od Dovra in Westerhama so zaščiteni kot Kent Downs Area of Outstanding Natural Beauty. 
Wealdski pokrov je mezozoiska struktura, ki leži na paleozojski podlagi, kar pogosto ustvari prave možnosti za nastanek premoga. Ta je v Vzhodnem Kentu približno med Dealom, Canterburyjem in Dovrom. Nahajališča premoga v westfalskih peščenjakih so globoka približno 250 do 400 m in jih večkrat poplavi. Pojavljajo se v dveh glavnih koritih, ki se raztezata pod Rokavskim prelivom, kjer so podobna nahajališča premoga. 
V Kentu so občasno zaznali potresno aktivnost, čeprav so bili epicentri v morju. Leta 1382 in 1580 sta bila dva potresa, ki sta presegala 6. stopnjo po Richterjevi lestvici. Leta 1776, 1950 in 28. aprila 2007 so bili potresi okoli stopnje 4,3. Leta 2007 je potres povzročil materialno škodo v Folkestonu. 22. maja 2015 je bil potres stopnje 4,2 po Richterjevi lestvici. [28] Epicenter je bil na območju Sandwicha v vzhodnem Kentu na globini približno deset kilometrov.
Obala Kenta se nenehno spreminja zaradi tektonskega dviganja in obalne erozije. Do okoli leta 960 je bil otok Thanet otok, ločen s kanalom Wantsum, ki je nastal okoli nanosa krede; v daljšem časovnem obdobju se je kanal zamuljil z naplavinami. Z akumulacijo naplavin sta bila oblikovana tudi Romney Marsh in Dungeness.
Kentska glavna reka je Medway, ki izvira v bližini East Grinsteada v Sussexu in teče proti vzhodu do Maidstona. Tu se obrne proti severu in teče skozi North Downs v Rochester, nato se pri Sheernessu pridruži ustju reke Temze kot zadnji pritok. Medway je približno 112 km dolga reka. Reka je plimska do zapornic v Allingtonu. [29] V Medway se stekajo vode drugih rek, kot so reke Darent, Kent in Stour.

## Demografija
Ob popisu 2011 je imel Kent skupaj z Medwayem 1.727.665 prebivalcev (18,0 % od tega Medway) in 711.847 gospodinjstev, 743.436 stanovanj. 51,1 % prebivalstva Kenta brez Medwaya so bili moški.

## Gospodarstvo
Industrija je po podatkih popisa leta 2001  zaposlovala 17,3 % delovno aktivnih prebivalcev na drobno, 12,4 % v predelovalni dejavnosti, 11,8 % pri nepremičninah, 10,3 % v zdravstvu in socialnem varstvu, 8,9 % v gradbeništvu, 8,2 %  prometu in komunikacijah, 7,9 %  izobraževanju, 6,0 %  javni upravi in obrambi, 5,6 %  financah, 4,8 % drugih storitvenih dejavnostih, 4,1 % gostinstvu, 1,6 % kmetijstvu, 0,8 % energiji in oskrbi z vodo, 0,2 % rudarstvu in 0,1 %  zasebnem gospodinjstvu. To je več kot povprečje Anglije.
Kent je znan po svojih številnih sadovnjakih in hmeljiščih. Sušilnice hmelja so prepoznavne zgradbe na podeželju, čeprav so bile mnoge spremenjene v stanovanja. Bližje Londonu uspeva vrtnarstvo.
Kent je glavno območje za gojenje lešnikov v Veliki Britaniji.  V zadnjih letih je zaznan občuten padec v kmetijstvu na račun industrije in storitev.
Severni Kent je močno industrializiran s proizvodnjo cementa (Northfleet in Cuxton), opeke  (Sittingbourne), ladjedelništvom na reki Medway in Swale, inženirstvom in projektiranjem letal in gradnjo v Rochestru, kemično industrija v Dartfordu in izdelavo papirja v Swanleyju, rafinerijo nafte v Grainu. Jeklarna je v Sheernessu in valjarna v Queenborough. Imajo dve jedrski elektrarni pri Dungenessu, a je bila starejša, zgrajena leta 1965, konec leta 2006 ustavljena. 
Cementarna, papirnica in premogovništvo so bile pomembne industrije v Kentu že v 19. in 20. stoletju. Cement je bil v ospredju v 19. stoletju, ko so se izvajala velika gradbena dela. Priprava krede in velike jame med krajema Stone in Gravesend so dokaz za to industrijo.
Papirnice so stale na vodotokih, kot so reka Darent, pritok reke Medway, in na reki Stour. V 18. stoletju sta bili dve na reki Len in pri Tovilu na reki Loose. V poznem 19. stoletju so bile zgrajene velike sodobne papirnice v Dartfordu in Northfleetu na reki Temzi in v Kemsleyju na reki Swale. V predindustrijskem obdobju je imela skoraj vsaka vas ali mesto svoj mlin, bilo je več kot 400 mlinov na veter. 28 je v grofiji ohranjenih do danes, imajo še dve repliki in še dva, ki sta zdaj v Londonu. Vse večje reke v okrožju so uporabljali za pogon mlinov.
Od okoli leta 1900 je delovalo več premogovnikov.  Premog so v 20. stoletju izkopavali v več premogovnikih, tudi v Chisletu, Tilmanstonu, Betteshangru ter Snowdown Collieryju od 1908 do 1986.
Iz zahodnega in srednjega Kenta se veliko ljudi vsak dan vozi London, kar omogočajo nove povezave s hitrimi vlaki.

## Arhitektura
Lega Kenta med Dovrskimi vrati in Londonom ter kredna geologija sta vplivali na njegovo arhitekturo, prav tako pa dobra kmetijska zemljišča in dobra gradbena glina. Kentska podeželska arhitektura je bila določena s sistemom gavelkind (sistem zemljiške posesti – dediščine, s katerim je bila zemlja enakomerno porazdeljena med sinove ali druge dediče), kar je ustvarilo širjenje manjših naselij. Velike površine so bile v lasti dveh velikih opatij, Kristusove cerkve in svetega Avguština, obe iz Canterburyja, ki niso pripadle kralju v obdobju reformacije. Canterburyjska stolnica je metropolitanska stolnica Združenega kraljestva; ustanovljena je bila leta 598 in sloni na arhitekturi različnih obdobij. V Kentu je devet anglosaških cerkva. Rochestrska stolnica je druga najstarejša stolnica v Angliji, sedanja stavba je bila zgrajena v zgodnjem angleškem slogu.  Ti dve škofiji zagotavljata, da ima vsaka vas župnijsko cerkev.
Grad Richborough in Dovrski grad skupaj z dvema strateškima lokacijama vzdolž Watling Streeta so utrdili Rimljani in Normani. Druge pomembne arhitekture so canterburyjsko mestno obzidje in grad v Rochestru.  Gradovi Deal, Walmer, Sandown (katerega ostanke je spodkopalo morje leta 1990) so bili zgrajeni v poznih srednjeveških časih; zgodovinske ladjedelnice v Chathamu, okoliški gradovi in utrdbe – grad Upnor, Great Lines in Fort Amherst – v zadnjem času.
Kent ima tri edinstvene oblike arhitekturne stavbe: sušilnice hmelja, wealdenske lesene hiše in kentske hiše s posebnimi opečnimi strešniki z zatiči.
Kent ima mnogo mostov. Most v Rochestru (1387) je bil nadomeščen, srednjeveški mostovi so v Aylesfordu, Yaldingu in Testonu.  V poznem 20. stoletju so z avtocesto nastali most, ki prečka Medway, dartfordski predor in dartfordski most čez Temzo.
Nakupovalno središče Bluewater je največje nakupovalno središče v Združenem kraljestvu.